# 维亚切斯拉夫·祖多夫
维亚切斯拉夫·德米特里耶维奇·祖多夫（俄语：Вячеслав Дмитриевич Зудов，1942年1月8日—2024年6月12日），前苏联宇航员。

## 生平
1942年生于高尔基州博爾市。早年随家人搬至莫斯科州埃列克特羅斯塔爾。1959年进入苏联军队服役。1963年从巴拉紹夫军事飞行员学校毕业，同年加入苏联共产党。1965年10月入选宇航员队伍，参加培训。
1976年10月14日，他和罗日杰斯特文斯基乘坐联盟23号飞船升空。由于自动控制失灵，与礼炮5号对接失败。16日紧急返回时遇暴风雪天气，偏离航线，在黑夜中降落于哈萨克的田吉茲湖上。两人在水中困了近6小时，最终由直升飞机和小船救起。
1979年毕业于加加林空军学院通信部门。1987年5月退役，开始担任苏共加加林宇航员培训中心党委副书记。1992年退休。

## 军衔
- 空军中尉（1962年10月23日晋升）
- 空军上尉（1965年11月4日）
- 空军大尉（1967年11月25日）
- 空军少校（1970年7月14日）
- 空军中校（1973年2月21日）
- 空军上校（1976年11月5日）

## 荣誉
- 蘇聯英雄（1976年11月5日）
- 苏联宇航员荣誉称号（1976年11月5日）
- 1941-1945年偉大衛國戰爭勝利二十週年獎章
- 紀念列寧誕辰一百週年獎章
- 拜科努尔荣誉市民（1976年）[3]
- 太空探索優異獎章（2011年4月12日）[4]